# 列烏希
48°56′17″N 29°37′28″E / 48.93806°N 29.62444°E
萊烏希（烏克蘭語：Леухи），是烏克蘭西南部的村落，隸屬文尼察州的海辛區。該村始建於1783年，面積4.61平方公里，海拔高度208米，2001年人口1,396，人口密度每平方公里302.82人。